# Lisková
Lisková este o comună slovacă, aflată în districtul Ružomberok din regiunea Žilina. Localitatea se află la altitudinea de 484 m deasupra n.m., se întinde pe o suprafață de 15,95 km2 și în 2017 număra 2.109 locuitori. Se învecinează cu Martinček și Štiavnička.

## Istoric
Localitatea Lisková este atestată documentar din 1252.

## Demografie
| An:                | 1994 | 2004   | 2014   | 2024   |
| ------------------ | ---- | ------ | ------ | ------ |
| Număr de persoane: | 2106 | 2127   | 2117   | 1999   |
| Diferență:         |      | +0,99% | −0,47% | −5,57% |

| An:                | 2023 | 2024   |
| ------------------ | ---- | ------ |
| Număr de persoane: | 2010 | 1999   |
| Diferență:         |      | −0,54% |